# Stryphnodendron foreroi
Stryphnodendron foreroi là một loài thực vật có hoa trong họ Đậu. Loài này được Martins miêu tả khoa học đầu tiên.